# Wolfsmonat
Wolfsmonat war eine Bezeichnung für einen Wintermonat. Als Anfangsdatum wird teils der 8. oder der 23. November und als Enddatum der 7. bzw. der 22. Dezember angegeben, zum Teil wird er mit dem November, Dezember oder dem Januar gleichgesetzt.
Der Name hat seine Herkunft in der in den Wintermonaten liegenden Ranzzeit der Wölfe, in der die Tiere leichter zu jagen sind.